# Bälinge (Luleå)
Bälinge ist eine Ortschaft (Tätort) in der schwedischen Provinz Norrbottens län und der historischen Provinz Norrbotten und gehört zur Gemeinde Luleå.
Der Tatort befindet sich auf der südlichen Seite des Flusses Lule älv am Naturschutzgebiet Bälingeberget. Ein Gebiet am Flussufer etwa 2 bis 3,5 km nordwestlich, das die Lokalitäten Tallbo, Spjut und Tallnäset umfasst, ist vom Statistiska centralbyrån ebenfalls unter dem Namen Bälinge als separater Småort ausgewiesen.